# Zonnebloem
Zonnebloem (letteralmente, in lingua olandese, girasole) è un sobborgo di Città del Capo in Sudafrica.